# Centropus chalybeus
Centropus chalybeus là một loài chim trong họ Cuculidae.